# ماگدالنا وروبل
ماگدالنا وِروبل (لهستانی: Magdalena Wróbel؛ زادهٔ ۱۳ دسامبر ۱۹۷۵) مدل مشهور ویکتوریا سیکرت اهل لهستان است.